# Llabià
Llabià es una localidad española del municipio de Fontanillas, perteneciente a la provincia de Gerona, en la comunidad autónoma de Cataluña.

## Toponimia
El nombre del lugar puede encontrarse referido con las grafías Llevia, Llavia y Llabià.

## Historia
Hacia mediados del siglo XIX, el lugar, ya por entonces perteneciente a Fontanillas, tenía contabilizada una población de 99 habitantes. Aparece descrito en el décimo volumen del Diccionario geográfico-estadístico-histórico de España y sus posesiones de Ultramar de Pascual Madoz de la siguiente manera:

LLEVIA ó LLAVIA: l. en la prov. y dióc. de Gerona (4 1/2 leg.), aud. terr., c. g. de Barcelona (16 1/2), part. jud. de La-Bisbal (2), ayunt. de Fontanillas (1/4): sit. al E. de la laguna o estanque de Ullastret, sobre un pequcíio monte; le combaten los vientos del N. y S., el clima es templado y sano, las enfermedades comunes son fiebres intermitentes y catarrales. Tiene una igl. parr. (San Roman), servida por un cura de ingreso de provision real y ordinaria, y contiguo á ella el cementerio. El térm. confina N. Serra; E. Gualta; S. Fontanillas, y O. Ullastret: se estiende 1/4 de hora de N. á S., é igual dist. de E. á O. El terreno es de mediana calidad generalmenle, con alguno que otro montecillo sin nombre particular; por entre la parte del E. y la de O. cruza la acequia que sale del estanque referido; a inmediaciones de este hay varios pequeños prados naturales para pastos. Los caminos son locales, y se hallan en mal estado. El correo lo recogen los interesados en La-Bisbal y Torroella de Montgrí. prod.: cereales, legumbres y hortalizas; cria ganado lanar y vacuno; caza de liebres, perdices, codornices y algunos conejos, y pesca en la laguna. pobl.: 25 vec., 99 almas. cap. prod.: 1.698,000 rs. imp.: 42,450.
(Madoz, 1847, p. 499)

En 2022, la entidad singular de población tenía empadronados 60 habitantes y el núcleo de población 23 habitantes.